# 에바 파요르
에바 파요르(폴란드어: Ewa Pajor, 1996년 12월 3일 ~ )는 폴란드의 여자 축구 선수로 현재 스페인 리가 F의 FC 바르셀로나 페메니에서 공격수로 활약 중이며 폴란드 여자 대표팀의 주장이자 폴란드 여자 대표팀 국제 A매치 최다 득점자이다.

## 클럽 경력
8세 시절에 오를렝타 비엘레닌 유스 팀에서 선수 생활을 시작했으며 2009년에 엑스트랄리가 소속 여자 축구 클럽인 메디크 코닌 유스 팀에 합류했다. 15세 133일 시절이던 2012년 4월 14일에 엑스트랄리가 최연소 선수로 데뷔했고 메디크 코닌의 엑스트랄리가 2회 우승, 폴란드 여자컵 3회 우승에 기여했다.
2015년 6월 26일에 독일 프라우엔-분데스리가 소속 여자 축구 클럽인 VfL 볼프스부르크에 합류했고 VfL 볼프스부르크의 프라우엔-분데스리가 3회 우승, 여자 DFB-포칼 4회 우승에 기여했다. 2018-19 프라우엔-분데스리가 시즌에서는 19경기에서 24골을 기록하여 득점왕에 오르는 영예를 안았다.
2024-25 시즌을 앞두고 FC 바르셀로나 페메니팀으로 이적하였다.

## 국가대표 경력
스위스에서 개최된 2013년 UEFA U-17 여자 축구 선수권 대회에서 폴란드의 우승에 기여했으며 대회 MVP로 선정되는 영예를 안았다. 2013년 8월 20일에 열린 체코와의 친선 경기에 처음 출전하면서 폴란드 여자 축구 국가대표팀 선수로 데뷔했다.

## 수상 내역

### 클럽
메디크 코닌
- 폴란드 엑스트랄리가 : 우승 (2013-14, 2014-15), 준우승 (2012-13)
- 폴란드 위민스컵 : 우승 (2012-13, 2013-14, 2014-15)

 VfL 볼프스부르크 프라우엔
- 프라우엔-분데스리가 : 우승 (2016-17, 2017-18, 2018-19, 2019-20, 2021-22), 준우승 (2015-16, 2020-21, 2022-23, 2023-24)
- DFB-포칼 프라우엔 : 우승 (2015-16, 2016-17, 2017-18, 2018-19, 2019-20, 2020-21, 2021-22, 2022-23, 2023-24)
- UEFA 여자 챔피언스리그 : 준우승 (2015-16, 2017-18, 2019-20, 2022-23), 4강 (2021-22)

### 국가대표팀
폴란드 여자 U-17
- UEFA 유러피언 U-17 여자 챔피언십 : 우승 (2013)

 폴란드
- 이스트리아컵 : 우승 (2015)

### 개인
- 폴란드 올해의 선수 : 2018, 2019, 2022, 2023
- 프라우엔-분데스리가 득점상 : 2018-19 (24골), 2023-24 (18골)
- UEFA 여자 챔피언스리그 득점상 : 2022-23 (9골)
- UEFA 유러피언 U-17 여자 챔피언십 최우수선수 : 2013